# マッサ・ロンバルダ
マッサ・ロンバルダ（伊: Massa Lombarda）は、イタリア共和国エミリア＝ロマーニャ州ラヴェンナ県にある、人口約11,000人の基礎自治体（コムーネ）。

## 地理

### 位置・広がり
ラヴェンナ県西部に位置するコムーネで、ボローニャ県に境界を接する。

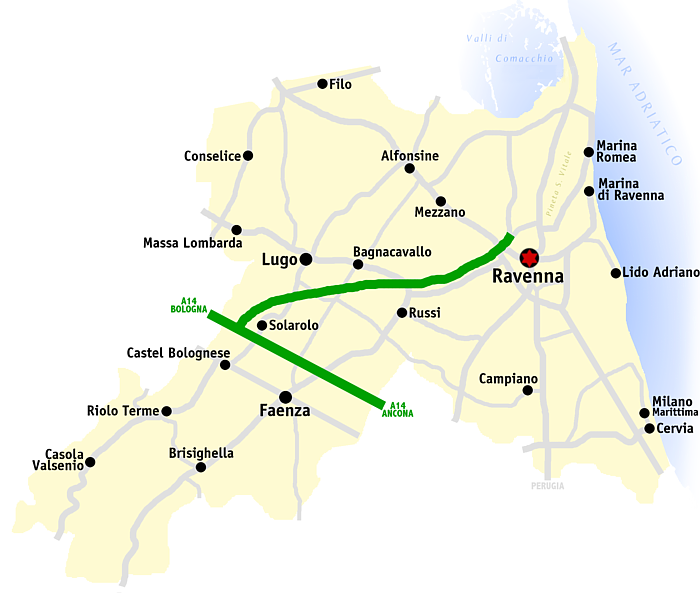
ラヴェンナ県概略図

#### 隣接コムーネ
隣接するコムーネは以下の通り。括弧内のBOはボローニャ県所属を示す。
- コンセーリチェ
- イーモラ (BO)
- ルーゴ
- モルダーノ (BO)
- サンターガタ・スル・サンテルノ

### 気候分類・地震分類
マッサ・ロンバルダにおけるイタリアの気候分類 (it) および度日は、zona E, 2251 GGである。
また、イタリアの地震リスク階級 (it) では、zona 2 (sismicità media) に分類される。

## 行政

### 分離集落
マッサ・ロンバルダには、以下の分離集落（フラツィオーネ）がある。
- Fruges, Villa Serraglio, La Zeppa

## 姉妹都市
- マルミローロ
- ポレッチ、クロアチア 1981年